# Преск-Айл (Вісконсин)
Преск-Айл (англ. Presque Isle) — місто (англ. town) в США, в окрузі Вілас штату Вісконсин. Населення — 805 осіб (2020).

## Демографія
Згідно з переписом 2010 року, у місті мешкало 618 осіб у 298 домогосподарствах у складі 219 родин. Було 1523 помешкання
Расовий склад населення:
| - 99,2 % — білих - 0,2 % — корінних американців |

До двох чи більше рас належало 0,6 %. Частка іспаномовних становила 0,6 % від усіх жителів.
За віковим діапазоном населення розподілялося таким чином: 11,5 % — особи молодші 18 років, 50,2 % — особи у віці 18—64 років, 38,3 % — особи у віці 65 років та старші. Медіана віку мешканця становила 60,9 року. На 100 осіб жіночої статі у місті припадало 103,3 чоловіків;  на 100 жінок у віці від 18 років та старших — 105,6 чоловіків також старших 18 років.
Середній дохід на одне домашнє господарство  становив 78 093 долари США (медіана — 65 500), а середній дохід на одну сім'ю — 86 188 доларів (медіана — 73 125). Медіана доходів становила 46 042 долари для чоловіків та 36 111 долар для жінок. За межею бідності перебувало 5,1 % осіб, у тому числі 0,0 % дітей у віці до 18 років та 5,4 % осіб у віці 65 років та старших.
Цивільне працевлаштоване населення становило 214 осіб. Основні галузі зайнятості: будівництво — 18,2 %, науковці, спеціалісти, менеджери — 14,5 %, мистецтво, розваги та відпочинок — 14,0 %.